# Carl Ludvig Lindberg
Carl Ludvig Lindberg, född 9 augusti 1811 i Stenkvista församling, Södermanlands län, död 7 december 1895 i Toresunds församling, Södermanlands län, var en svensk präst, organist och tonsättare.

## Biografi
Lindberg prästvigdes 1838, blev pastorsadjunkt i Trosa landsförsamling samma år, vice komminister i Torsåkers socken 1839, tog musikdirektörsexamen 1841, blev pastorsadjunkt i Knista socken 1842 samt skolmästare och organist i Kumla socken 1843. År 1846 blev han director musices et cantus samt domkyrkoorganist i Strängnäs, där han även var domesticus episcopi, vilket innebar att han ägde rätt att i biskopens prebendeförsamlingar förrätta prästerlig tjänst då så påfordrades. År 1851 speciminerade han med disputation för pastoralexamen.
Lindberg utgav Handbok om orgelverket, dess historia, konstruktion etc, av vilken andra upplagan utkom i Strängnäs 1861, två samlingar orgelpreludier, dels komponerade dels samlade, fem kantater för sopran, alt, tenor och bas eller soloröst, med ackompanjemang av piano eller orgel, Altarbok, innehållande messnoter till Svenska Evangeliibokens collecter för alla kyrkoårets Helgedagar etc., däribland är upptagna mässnoter till instiftelseorden till nattvarden, granskade och godkända av Kungliga Musikaliska Akademien. Han invaldes som ledamot av nämnda akademi 1866.